# Nesachleby
Nesachleby (německy Eseklee) jsou vesnice, součást města Znojma v Jihomoravském kraji. Do roku 1968 se také jednalo o samostatné katastrální území.

## Název
Nejstarší písemné doklady ukazují na podobu Nesachleb odvozenou od osobního jména Nesachleb (varianty jména Nesechleb) a znamenající "Nesachlebův majetek". Podle jiných místních jmen pak bylo zřejmě jméno vsi převedeno do množného čísla. Nedá se však vyloučit, že množné číslo je původní a pak jméno Nesachlebi označovalo původní obyvatele vesnice ("Nesachlebovi, Nesachlebova rodina"). Německé jméno se vyvinulo z českého (z podoby začínající na Nese-, přičemž počáteční N- odpadlo splynutím s předložkou in ("v") a zakončení bylo přikloněno ke Klee - "jetel").

## Historie
Poprvé jsou Nesachleby zmiňovány k roku 1221. Ves po většinu své historie patřila Louckému klášteru. Od zrušení patrimoniální správy v polovině 19. století byly Nesachleby samostatnou obcí. Jádro vsi tvoří jednostranná ulicovka na jihovýchodním břehu mlýnského náhonu řeky Dyje, pod kopcem Šibeník. Ulice, dnešní Nesachlebská, končí právě nesachlebským mlýnem, uprostřed její délky se pak nachází hranolová zvonice.
Na konci 40. let 20. století byly Nesachleby i se sousedními Bohumilicemi, s nimiž jsou stavebně propojeny dnešní ulicí Oblekovickou, připojeny k Oblekovicím. Společně s nimi jsou od roku 1976 součástí Znojma. Katastrální území Nesachleb bylo zrušeno v roce 1968 a jeho plocha přičleněna k oblekovickému katastru. Nesachleby si i po sloučení zprvu udržely status místní části, o který přišly v roce 1986.

## Obyvatelstvo
| 1869 | 1880 | 1890 | 1900 | 1910 | 1921 | 1930 | 1950 | 1961 | 1970 | 1980 | 1991 | 2001 | 2011 |
| ---- | ---- | ---- | ---- | ---- | ---- | ---- | ---- | ---- | ---- | ---- | ---- | ---- | ---- |
| 330  | 335  | 359  | 377  | 336  | 356  | 317  | 236  | 263  | 265  | 213  | —    | —    | —    |

## Galerie

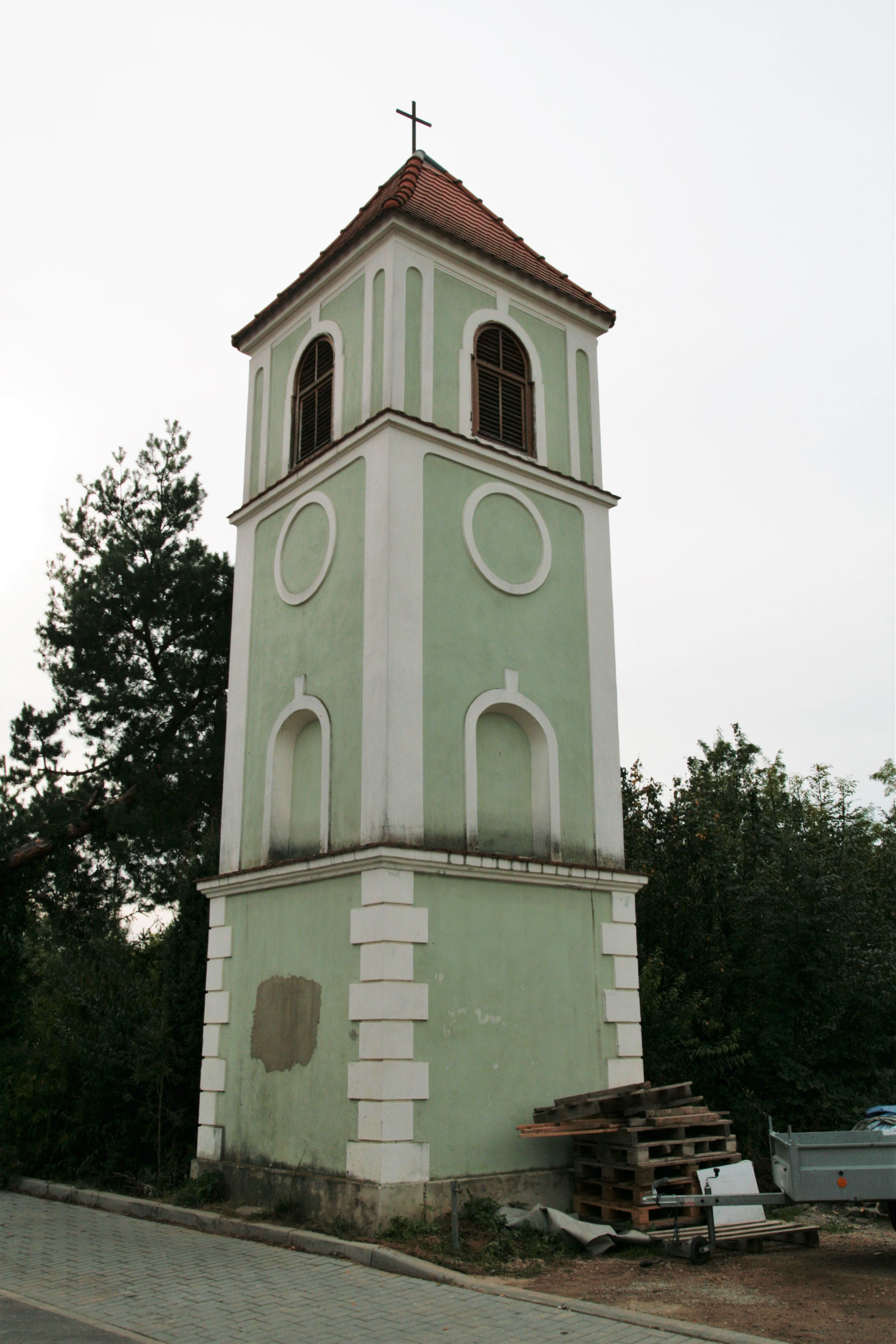
Zvonice v Nesachlebech
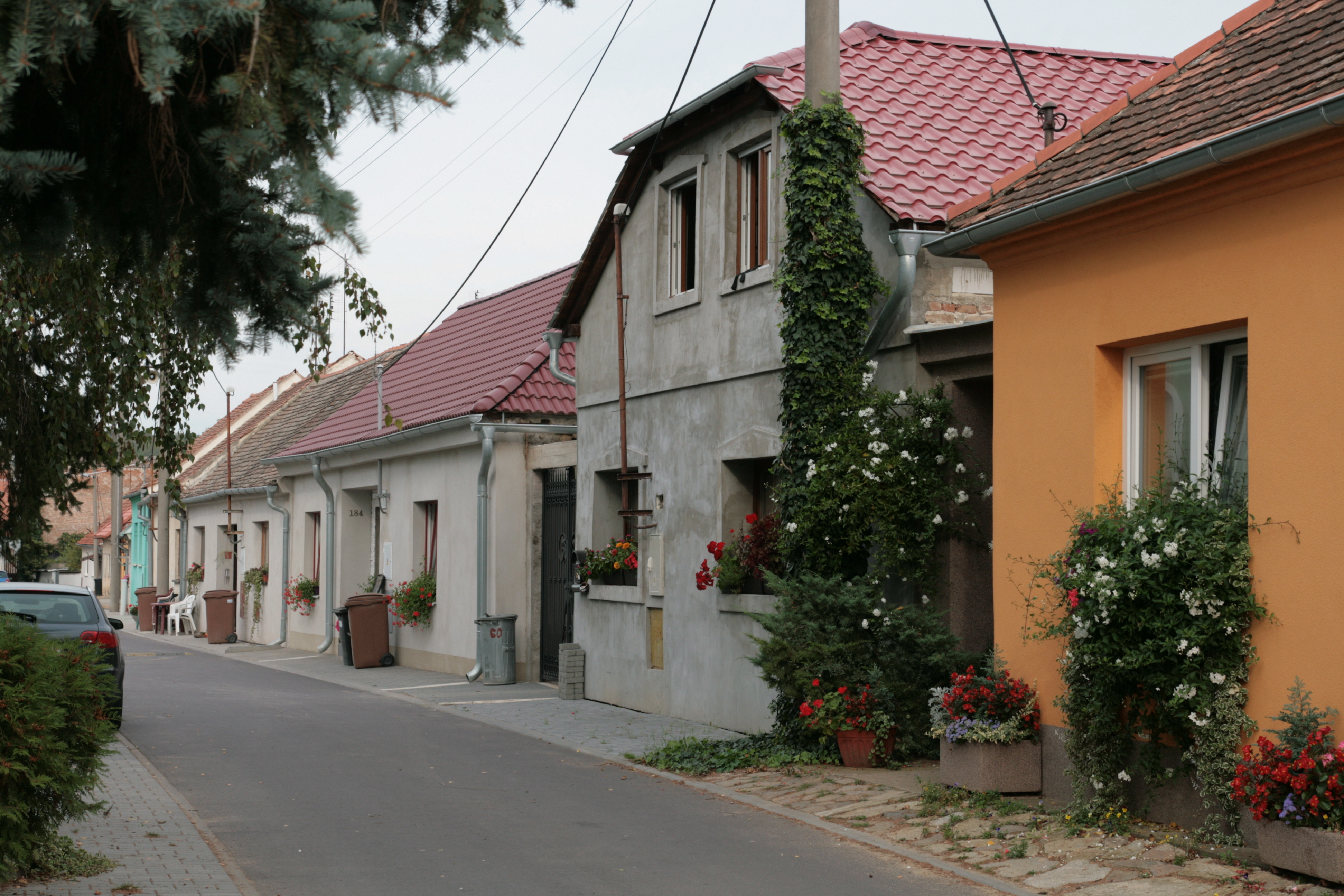
Hlavní ulice v Nesachlebech